# Шатилов, Павел Николаевич (1822)
Па́вел Никола́евич Шати́лов (1822—1887) — русский генерал от инфантерии, участник покорения Кавказа и русско-турецкой войны 1877—1878 гг.

## Биография
Родился 7 марта 1822 года и происходил из дворян Тамбовской губернии. По окончании воспитания в 1-м кадетском корпусе, 22 июля 1840 года был произведён в прапорщики и назначен в Лейб-гвардии Волынский полк.
В 1843 году был переведён на службу на Кавказ, в Эриванский полк. Вместе с этим полком Шатилов принимал участие в целом ряде военных экспедиций против горцев и за оказанные им боевые отличия был награждён несколькими чинами до подполковника включительно.
В 1845 году в деле против горцев в укреплении Закаталах 29 мая был ранен «пулей в голову, выше левого уха, навылет»; в 1845 году получил орден Св. Станислава 3-й степени, в 1847 году — орден Св. Анны 3-й степени с бантом, а в 1850 году — орден Св. Владимира 4-й степени с бантом. В 1853 году он был назначен командиром Кавказского сводного учебного батальона, а в 1856 году произведён в полковники. В следующем году он был назначен командиром Белостокского пехотного полка и вместе с полком снова участвовал в экспедициях против горцев; в 1858 году был награждён золотой саблей с надписью «За храбрость».
В 1859 году был назначен Эриванским комендантом, а в 1861 — исправляющим должность командующего войсками в Абхазии и инспектором линейных батальонов Кутаисского генерал-губернаторства. В том же году, за отличие в делах против горцев, Шатилов был произведён 23 сентября в генерал-майоры, а в следующем году награждён орденом Св. Станислава 1-й степени с мечами, а в 1864 году — орденами Св. Анны 1-й степени и Св. Владимира 2-й степени с мечами.
В мае 1865 года Шатилов был назначен командующим 40-й пехотной дивизией, а 30 августа 1869 г. произведён в генерал-лейтенанты, с утверждением в должности начальника дивизии; в 1875 г. удостоен ордена Белого орла. С открытием военных действий против Турции в 1877 году, Шатилов, с отрядом войск, участвовал в рекогносцировке Аладжинской позиции, в ночном кавалерийском бою у сел. Буланах, в сражении под горой Кизыл-Тана, в трёхдневном сражении на Аладжинских высотах и у горы Большие и Малые Ягны, в делах у горы Инах-Танеси, у с. Суботаны и Хаджи-Вали, в обходном движении в тыл Аладжинской позиции и в поражении турецкой армии в сражении на Аладжинских высотах, во вторичном обложении крепости Карса и во взятии её. При этом за оказанные отличия Шатилов награждён 19 декабря 1877 года орденом Св. Георгия 3-й степени № 553
При взятии штурмом крепости Карса в ночь с 5 на 6 ноября 1877 года энергическими и настойчивыми действиями вверенных войск отвлек внимание неприятеля от главных пунктов атаки и облегчил достижение полного успеха, а затем лично руководил атакою на укрепление Араб
Взятый его войсками турецкий форт был назван «фортом Шатилова». Затем он принимал деятельное участие в военных действиях саганлугского отряда и в блокаде крепости Эрзерума и в 1878 году был награждён украшенной бриллиантами золотой шпагой с надписью «За храбрость». В этом же году ему было разрешено принять Черногорскую медаль.
В 1879 году он был назначен командиром 15-го армейского корпуса и в этом звании был награждён орденом Св. Александра Невского (в 1881), бриллиантовыми знаками к этому ордену (в 1886) и чином генерала от инфантерии (15.05.1883).
Умер 20 июня (2 июля) 1887 года в Казани. Дало о себе знать тяжелое ранение в голову, полученное ещё в 1845 году: во время смотра случился приступ головокружения, генерал упал с лошади и получил черепно-мозговую травму, от которой и скончался. Император Александр III установил пенсии его незамужним дочерям до их вступления в брак.

## Награды
- Орден Святого Станислава 3-й ст. (1845),
- Орден Святой Анны 3-й ст. (1847),
- Орден Святого Владимира 4-й ст. (1850),
- Золотое оружие «За храбрость» (1858),
- Орден Святого Станислава 1-й ст. (1861),
- Орден Святой Анны 1-й ст. (1864),
- Орден Святого Владимира 2-й ст. (1864),
- Орден Белого Орла (1875),
- Орден Святого Георгия 3-й ст. (1877),
- Золотое оружие «За храбрость» (1878),
- Орден Святого Александра Невского (1881).

## Семья
Брак — Анна Францевна, дочь тайного советника Франца Ивановича Герарди.
Дети:
- Николай (1849—1919), генерал от инфантерии
- Виктор (1850—?), полковник Генерального штаба
- Владимир (1855—?), подполковник 158-го пехотного Кутаисского полка
- Анна
- Надежда
- Ольга, жена генерала от инфантерии С. А. Фадеева
- Клавдия
- Юлия (1867—1936), жена генерала Д. К. Костомарова
- Наталья, жена военного врача, доктора медицины Александра Семёновича Шишкова, служившего в батумском гарнизоне[1].
- Софья